# Deir
Le Deir (de l'arabe al-Deir, « le monastère ») est l'un des bâtiments les plus connus et le plus grand de la cité antique de Pétra en Jordanie. Il ressemble fortement au Khazneh, bien que sa façade soit moins ornée.

## Description
Le monument est de type hypogée, sa façade mesure 45 m de large sur 42 m de haut. C'est un tombeau ou un édifice qui semble lié à un rite funéraire, probablement celui du roi nabatéen Obodas Ier divinisé qui accéda au trône en -96.
Une imposante urne funéraire de 9 m de haut se trouve à son sommet et est accessible par un escalier.
Par la suite, le bâtiment sera réutilisé par les Chrétiens comme monastère, ce qui lui vaut son nom actuel.
L'intérieur est composé d'une grande pièce au fond de laquelle se trouve un podium accessible par un petit escalier.
L'arrivée devant le monument se fait via un sentier et des escaliers de 800 marches taillées dans la roche.
Ce monument est protégé car depuis le 6 décembre 1985, le site de Pétra est inscrit sur la liste du patrimoine mondial de l'UNESCO.
Le site apparait dans le film Transformers 2 : la Revanche (2009).

## Galerie de photos

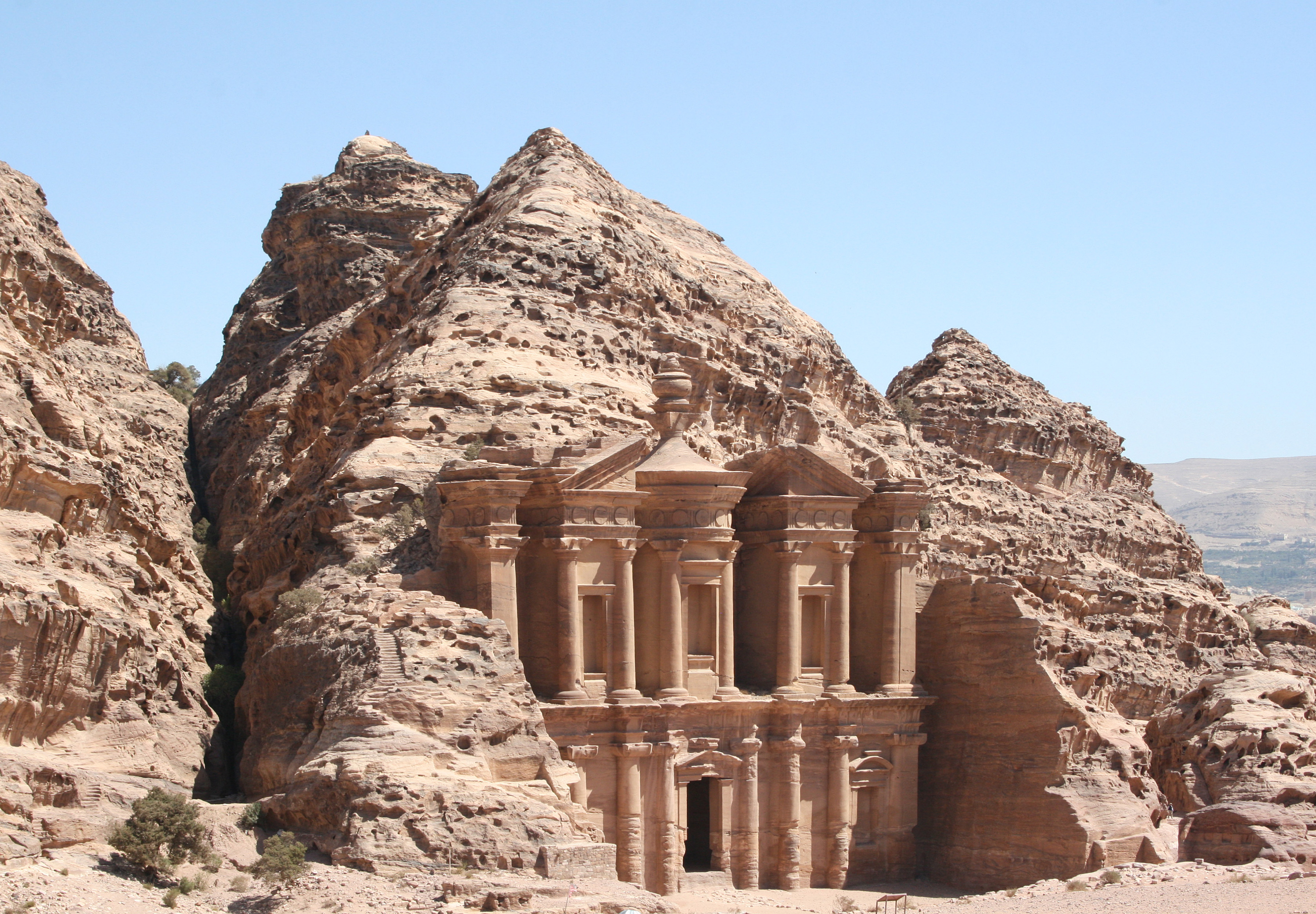
La façade du Deir est haute de 42 m.
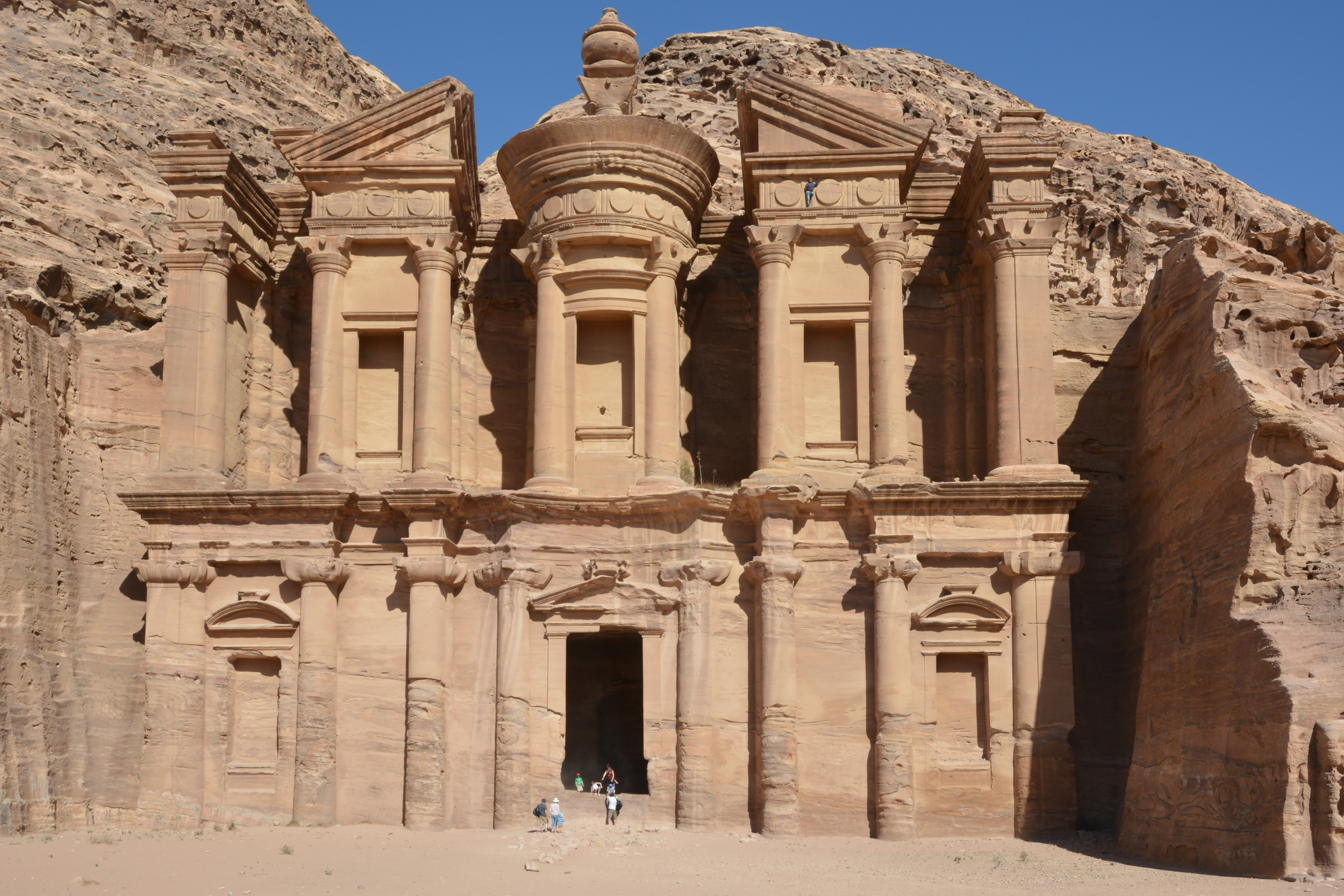
Les personnes permettent de comparer la taille.
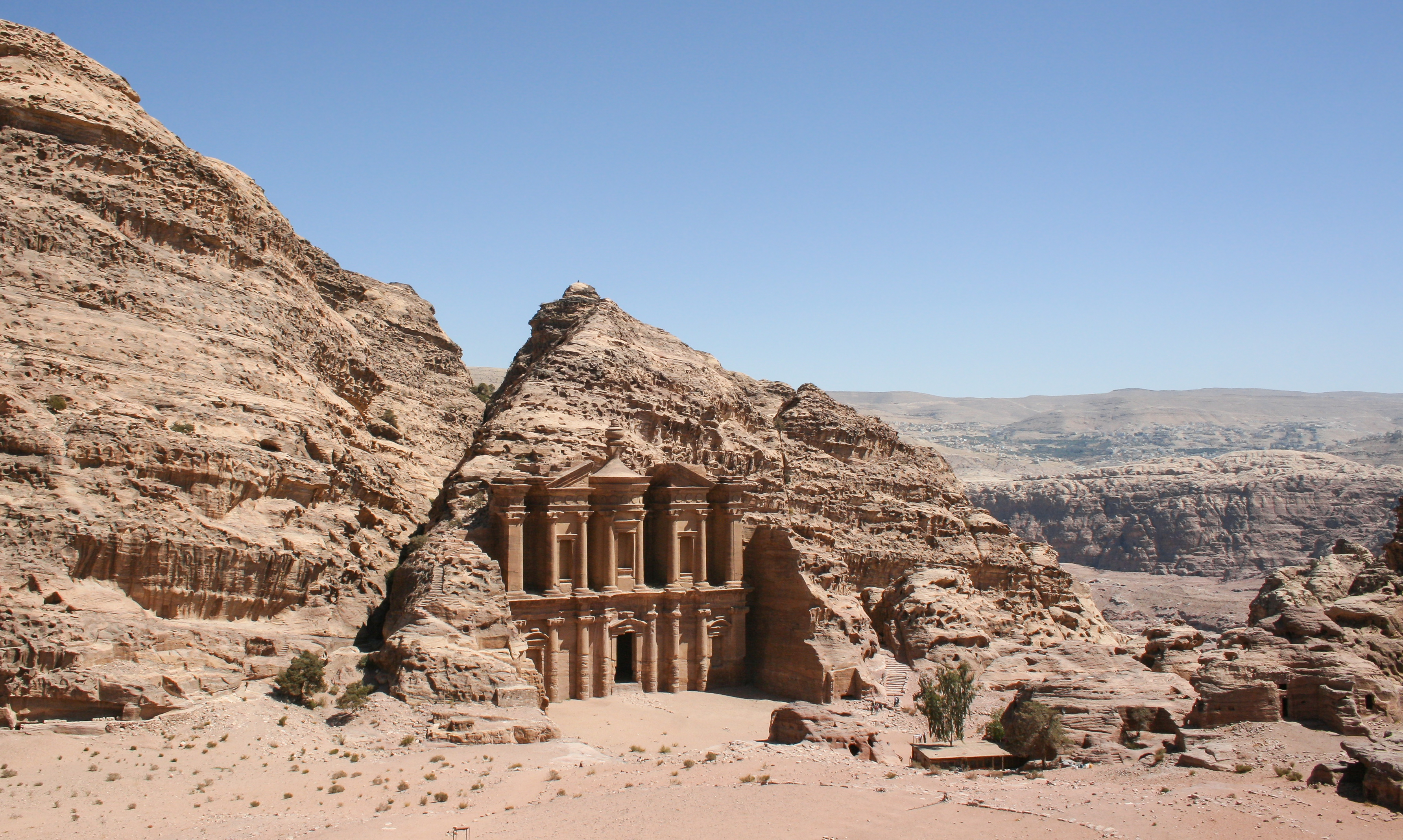
L'esplanade du Deir.
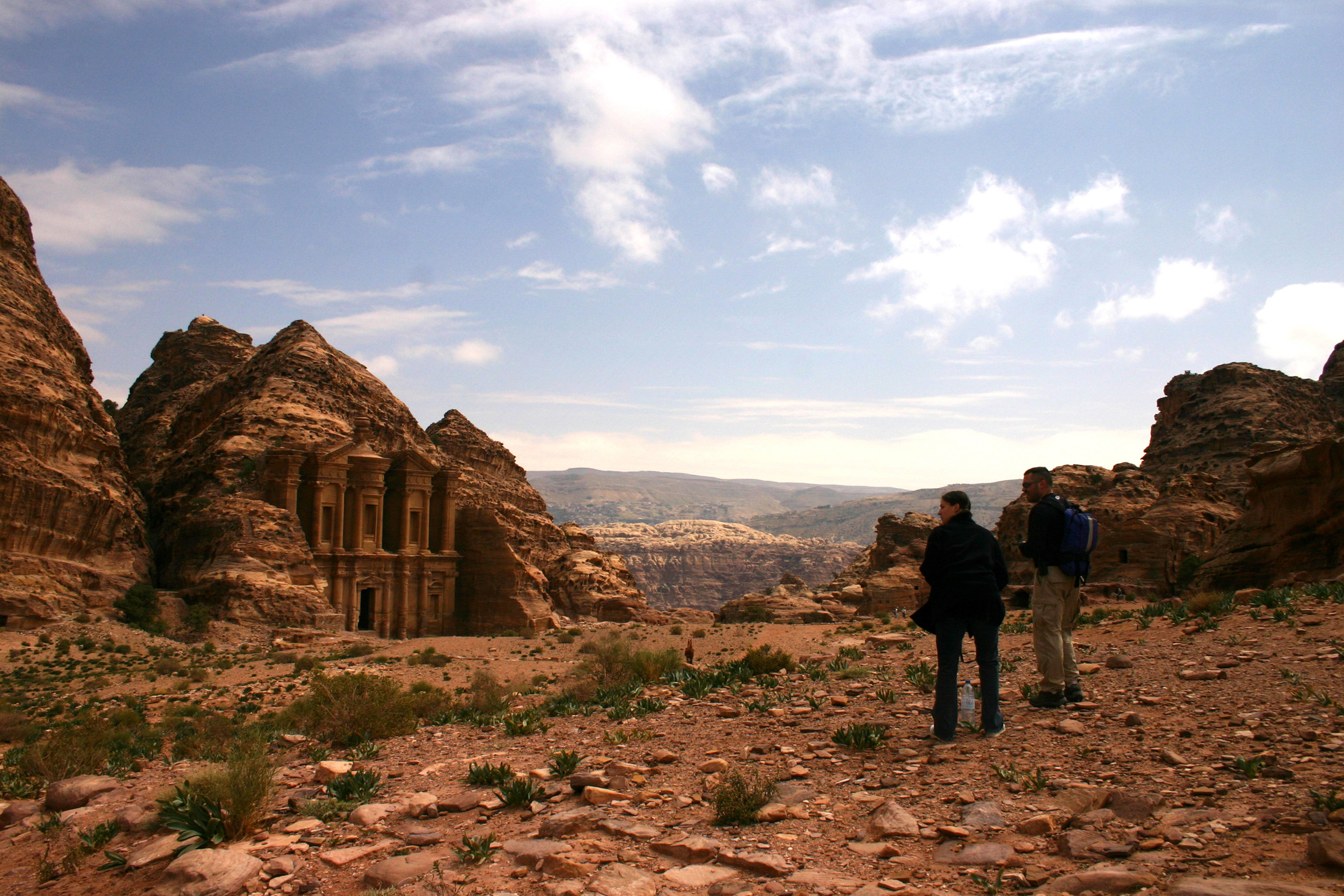
Le Deir et son esplanade.
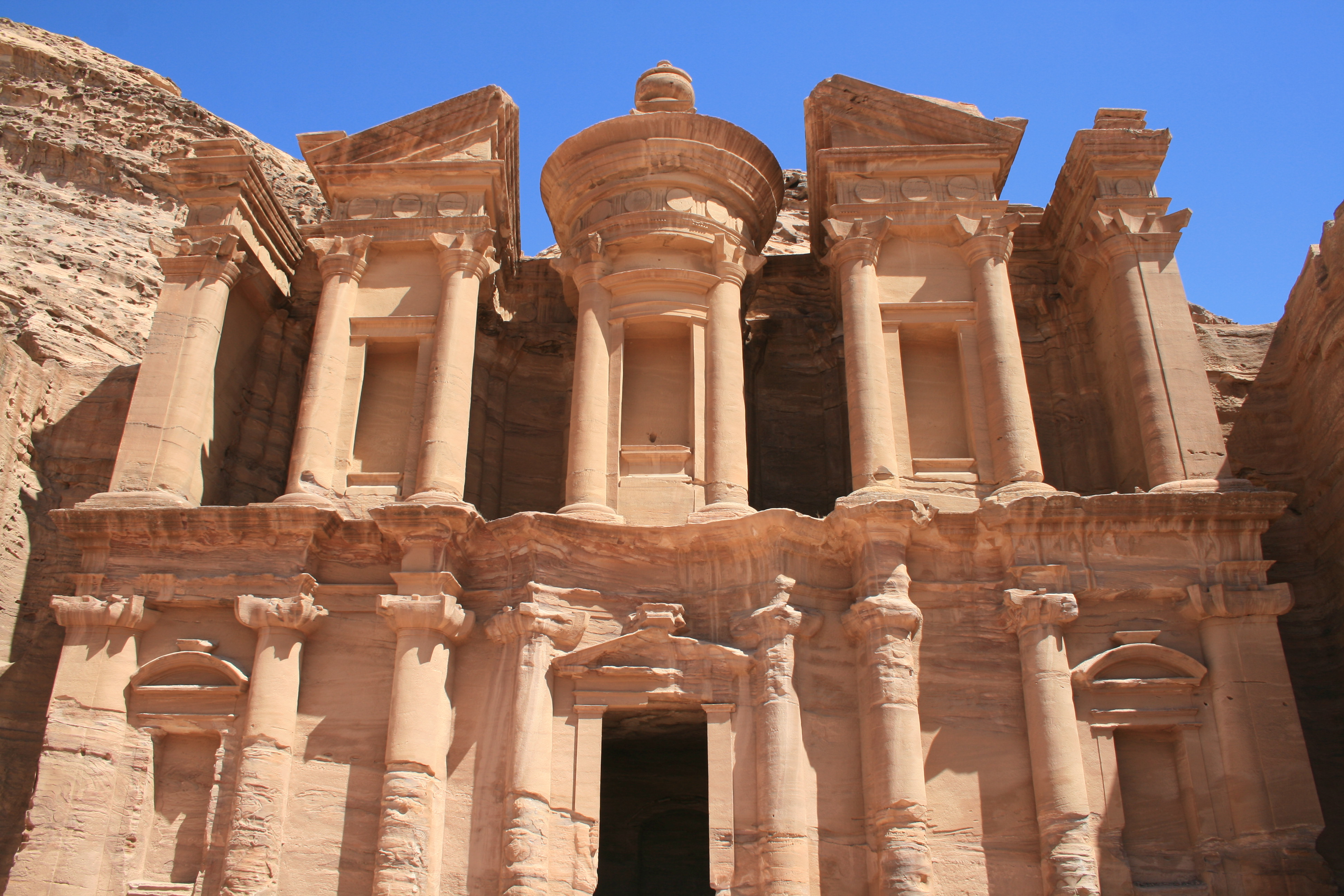
Le Deir
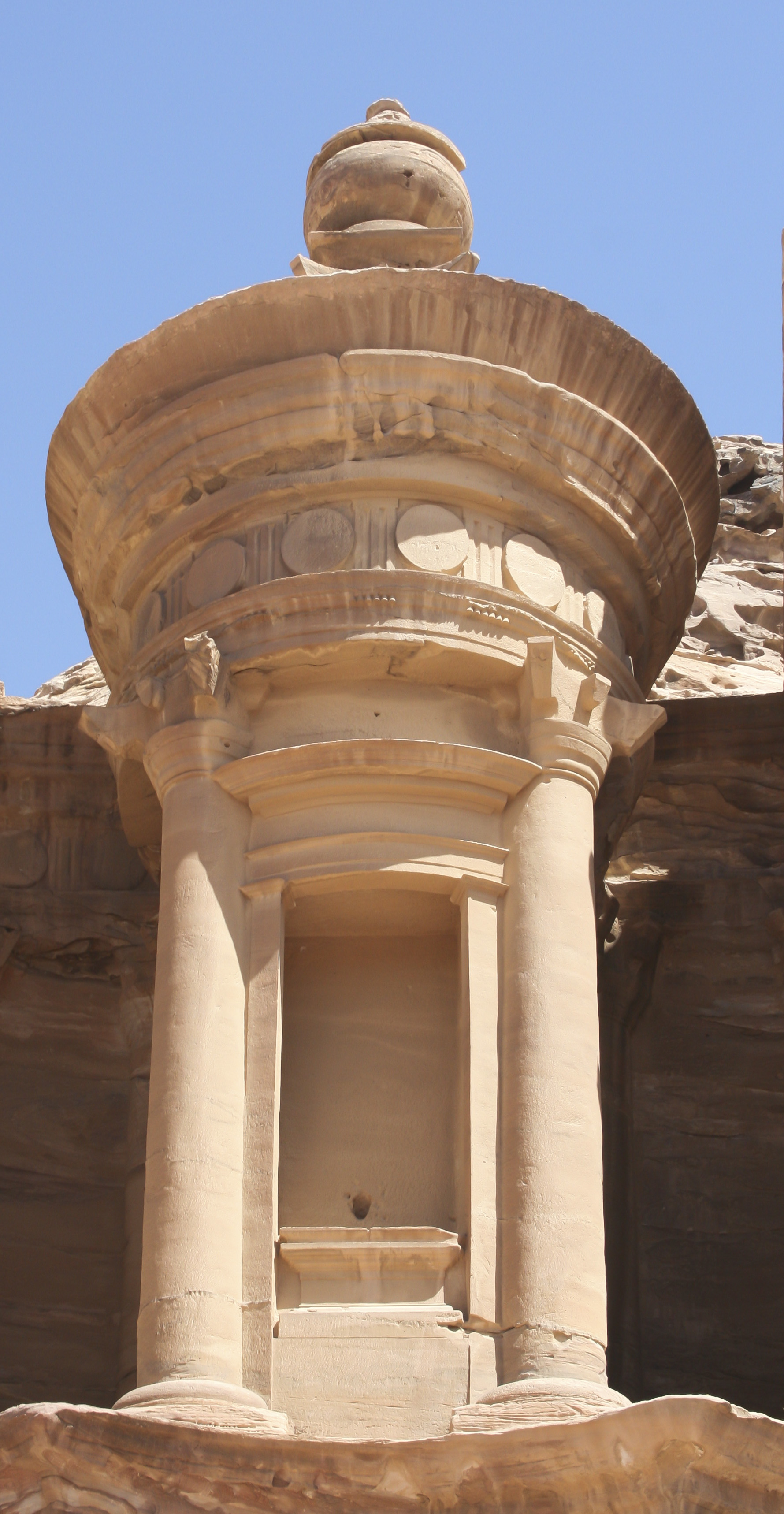
Gros plan sur l'urne